# 里加自由港
里加自由港是拉脱维亚在波罗的海东岸的主要港口，位于拉脱维亚的首都里加。

## 簡介
从市区沿道加瓦河下游15 km（9.3 mi）可到河口，也就是里加自由港所在的位置。港口的占地面积为1,962 ha（4,850 acre），水域面积为6,348 ha（15,690 acre）。港口一年四季都在运转，港口大部分的货物周转量由往返独联体的过境货物组成。货物装卸的主要对象是煤炭、原油产品、木材、化肥和集装箱货物。
在拉脱维亚，文茨皮尔斯港和利耶帕亚港专门从事出口的业务，而里加自由港的大部分的业务是进口服务。在2000年代初，到达里加港的货物占拉脱维亚所有港口总进港货运量的70%。